# 高梨公之
高梨 公之（たかなし まさゆき、1915年（大正4年）3月2日 - 2005年（平成17年）1月14日）は、日本の法学者。日本大学名誉総長。学位は、法学博士（日本大学・論文博士・1962年）。弁護士。紫綬褒章、従三位勲一等瑞宝章。栃木県出身。

## 人物
民法・家族法・婚姻法関係の数多くの著名な研究で知られている。監修した『口語民法』はロングセラーとなった。日大紛争の時代に、当時日大大学院生だった小沢一郎に、司法試験（弁護士教育）と論文指導をした。2005年1月14日（平成17年）に肺癌のため逝去。享年89。

## 略歴
- 1915年（大正4年）生まれ。栃木県出身。
- 1937年（昭和12年）文官となる。高等文官試験の司法科に合格する。
- 1938年（昭和13年）に、日本大学法文学部法律科を卒業する。
- 1940年（昭和15年）に、日本大学予科講師となる。
- 日本大学法文学部教授となる。
- 1962年（昭和37年）に「日本婚姻法論 民法における婚姻の自由とその社会的基礎についての一研究」で日本大学より法学博士の学位を取得[1]。
- 日本大学法学部長、日本大学理事。
- 日大紛争の混乱後の収拾のために、1969年（昭和44年）に日本大学理事長に就任する。
- 日本大学副総長。
- 1984年（昭和59年）第7代日本大学総長。
- 法制審議会委員、日本学術会議、大学設置審議会委員。
- 放送大学学園理事。

## 著書
- 『債権法各論 1』春陽堂書店 1941年 高等試験準備叢書
- 『日本婚姻法論 民法における婚姻の自由とその社会的基礎についての一研究』有斐閣 1957年
- 『各種の契約の仕方と書き方』自由国民社 1959年
- 『民法概論』新生社 1960年
- 『法学 現代法に関する12講』有信堂 1962年 文化新書
- 『蛮氏の民 随想集』新生社 1965年
- 『民法の考え方』日本評論社 1965年
- 『法と人と 随想集』新生社 1967年
- 『法の名言とことわざ集 古今東西の法の名言とことわざの出典・背景・事件・人物のすべて』正続、朝日書店 1969年
- 『民法の話』日本放送出版協会 1969年 NHK市民大学叢書
- 『法の名言とことわざ集 その背景・事件・人物のすべて』日本ライフブックス 1973年
- 『法格言集』（評論社 1975年）
- 『日本婚姻法史論 日本における婚姻の実態とその変遷についての一考察』有斐閣 1976年
- 『法律雑学のたのしみ 世界の民俗と古典に法をたずねて』自由国民社 1976年
- 『名前のはなし』東京書籍 1981年 東書選書
- 『若処子』日本大学 1987年
- 『山田顕義伝 日本近代化にかけた五十年』パナ出版企画 1994年（平成6年）

## 共編著
- 『改正民法要説』永田菊四郎共著 新自由社 1948年
- 『法律は生きている』編 井上書房 1960年 世相と法律シリーズ
- 『私法の法社会学』編 法律文化社 1962年
- 『最近21ヵ年・司法試験模範解答集 その重要点と考え方』編 高文社 1965年
- 『最新・司法試験模範解答集 その重要点と考え方 最近21ヵ年』編 高文社 1966年
- 『法学講義』峯村光郎,和田英夫共編 青林書院新社 1969年 青林講義シリーズ
- 『差をつける法律常識Q&A ライフステージ別・身近におこる112事例』高梨俊一共著 講談社 1985年

## 記念論集
- 『婚姻法の研究』高梨公之教授還暦祝賀論文集刊行発起人会編 有斐閣 1976年